# سوهراب فوسوغي
سوهراب فوسوغي (بالفارسية: سهراب وثوقی)‏ (25 يونيو 1956 في طهران - ) مصمم، ورائد أعمال، وشخصية أعمال من إيران.